# Zalema (uva)
La uva zalema es una variedad de uva blanca que tiene sus orígenes en España, en el Condado de Huelva. Se cultiva en Andalucía, destacando Huelva y Sevilla. Fuera de la península ibérica es muy difícil encontrar esta variedad. Tomó su importancia y auge en el Condado de Huelva al resistir a la plaga de Filoxera que invadió la zona en 1908, así como por su perfecta adaptación al medio allí existente. Constituye el 86% del total de viñedo amparado por las Denominaciones de Origen Condado de Huelva y Vinagre del Condado de Huelva.
El origen de la palabra es, según la R.A.E., del árabe hispano assalám ‘alík, la paz sea contigo, expresión de saludo.
Las plantas son rústicas y muy productivas.
Proporciona un vino seco, afrutado y fresco con un color entre amarillo paja y amarillo verdoso. En boca son muy sabrosos.
Principalmente se elaboran vinos ligeros debido a la facilidad que tiene para la oxidación, así como también vinos generosos y espumosos.
- Datos: Q145045